# Yowrqānlū (ort, lat 37,66, long 44,97)
Yowrqānlū (persiska: يُورقانلوی جَنيزِه, یورقانلو, Yowrqānlū-ye Janīzeh) är en ort i Iran.   Den ligger i provinsen Västazarbaijan, i den nordvästra delen av landet, 600 km väster om huvudstaden Teheran. Yowrqānlū ligger 1 359 meter över havet och antalet invånare är 114.
Terrängen runt Yowrqānlū är kuperad västerut, men österut är den platt. Runt Yowrqānlū är det ganska tätbefolkat, med 185 invånare per kvadratkilometer. Närmaste större samhälle är Urmia, 15,4 km sydost om Yowrqānlū. Trakten runt Yowrqānlū består till största delen av jordbruksmark.